# Adenauer-de-Gaulle-Preis
Der Adenauer-de-Gaulle-Preis ist eine Auszeichnung, die an Personen verliehen wird, die sich für die deutsch-französische Zusammenarbeit einsetzen. Er ist mit 10.000 Euro dotiert und wird abwechselnd in Deutschland und Frankreich verliehen. Benannt ist er nach dem deutschen Bundeskanzler a. D. Konrad Adenauer und dem ehemaligen Präsidenten der Republik Frankreich Charles de Gaulle.
Beide Politiker sorgten in der Nachkriegszeit für die Versöhnung der zwei mitteleuropäischen Staaten, die sich in den zwei Weltkriegen ständig als Erbfeinde angesehen hatten. Besiegelt wurde diese Versöhnung durch den Élysée-Vertrag.
Der Preis wurde am 22. Januar 1988 ins Leben gerufen. Zuletzt wurde er 2020 vergeben.

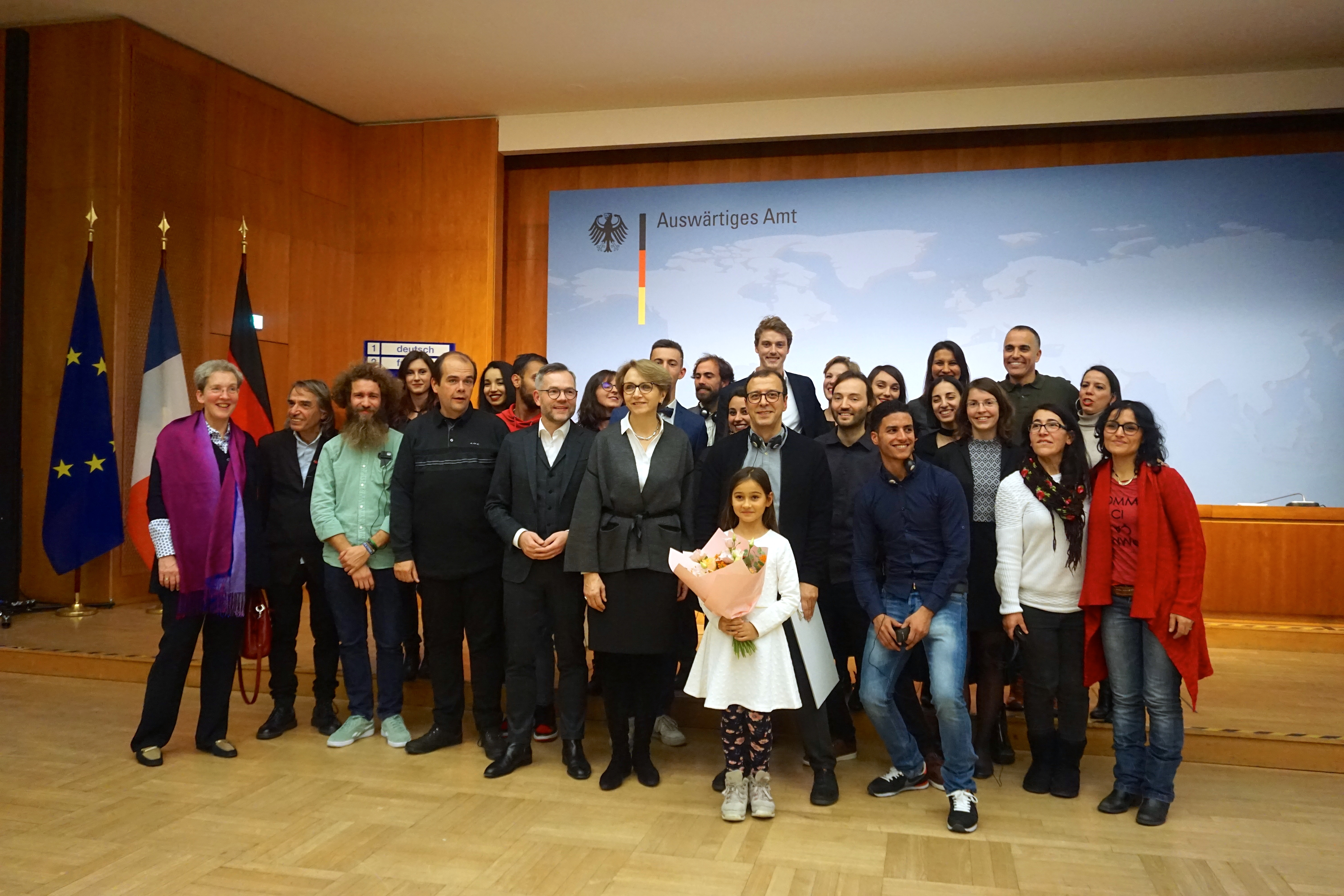
Die Preisverleihung 2019 an die Organisation „Une Terre Culturelle“ im Auswärtigem Amt.

## Preisträger
- 1989: Das Bureau International de Liaison et de Documentation (B.I.L.D.) und die Gesellschaft für übernationale Zusammenarbeit (GüZ)
- 1990: Ludwigsburg und Montbéliard, die die erste Städtepartnerschaft nach dem Zweiten Weltkrieg eingegangen sind
- 1992: der Mäzen Alfred Toepfer und der Germanist Pierre Grappin
- 1993: die Partnerstädte Heidelberg und Montpellier
- 1994: Reimar Lüst und Senator Pierre Laffitte
- 1996: Hans Lutz Merkle (Robert Bosch GmbH) und Airbus Industrie
- 1997: MdB a. D. Hans Stercken und Brigitte Sauzay
- 1998: Heiko Engelkes und Anne-Marie Denizot
- 1999: Hanna Schygulla und Patricia Kaas
- 2000: Ulrich Wickert (NDR) und Daniel Vernet (Le Monde)
- 2001: Anneliese Knoop-Graf und Hélène Viannay als Vertreterinnen des deutschen und französischen Widerstands
- 2002: die Regionalpartnerschaft Rheinland-Pfalz / Burgund
- 2003: DeutschMobil und FranceMobile (Preisverleihung am 22. Januar 2004)
- 2004: die Schauspieler Audrey Tautou und Daniel Brühl (Preisverleihung am 21. Januar 2005)
- 2005: Helmut Schmidt und Valéry Giscard d’Estaing (Preisverleihung am 24. Januar 2006)
- 2006	die Politiker Helmut Kohl und Jacques Delors (Preisverleihung fand aus gesundheitlichen Gründen nicht statt)
- 2008: die Künstler Anselm Kiefer und Christian Boltanski
- 2011: der Dirigent Kurt Masur und der Komponist und Dirigent Pierre Boulez (Preisverleihung am 20. Juni 2011)
- 2012: Edzard Reuter und Jean François-Poncet stellvertretend für die 1992 ins Leben gerufenen Unternehmertreffen von Evian (Preisverleihung am 24. Januar 2012)
- 2013: Das Deutsch-Französische Jugendwerk (Preisverleihung am 5. Juli 2013)
- 2014: der deutsch-französische Fernsehsender ARTE
- 2016: die französische Stadt Verdun
- 2017: die Beruflichen Schulen Kehl (Preisverleihung am 6. November 2017)
- 2018: die World HipHop-Band Zweierpasch
- 2019: die Organisation „Une Terre Culturelle“[3]
- 2020: die DRF Luftrettung und Luxemburg Air Rescue[4]